# Effikacitet
 Denne artikel bør gennemlæses af en person med fagkendskab for at sikre den faglige korrekthed.
    Artiklen har flere betydninger i forskellige videnskabelige felter.

Effikacitet (efficacy på engelsk) er en udpræget religionsvidenskabelig og samfundsvidenskabelig terminologi.

## I samfundsvidenskab
Effikacitet beskriver i en samfundvidenskabelig sammenhæng graden af, hvor tilfredsstillende en person forstår, at han kan løse en opgave. Hvis et individ har en høj grad af effikacitet, føler personen, at han/hun kan og har evnerne til at gøre noget. Fx er det dem, der har højest effikacitet, som stemmer oftest og medvirker i den politiske debat, fordi de føler, at de kan bidrage med noget og lykkes, mens folk med lav effikacitet udebliver.  

## I religionsvidenskab
Effikacitet er det forhold, at magien virker. Eksempelvis pointerer den græsk-ortodokse dogmatik, at det transcenderende ikonmaleri bliver en port ind i Guds himmel for den troende betragter. Ikonet som et såkaldt forbindelsesled mellem den jordiske og himmelske sfære er derfor et veritabelt udtryk for effikacitet. Med andre ord er effikaciteten det fænomen, at en forbindelse mellem den jordiske og himmelske/guddommelige sfære lader sig effektuere. Eller anderledes formuleret: Når sakramentet bliver virkende igennem ritualet, så som eksempelvis, når den katolske kirkes nadver bliver ensbetydende med transubstantiationen, så har vi ligeledes et udtryk for effikacitet.